# 구글 앤서

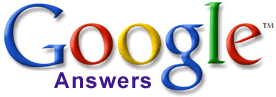

구글 앤서(Google Answers, 구글 앤서스)는 2002년부터 2006년까지 구글이 제공한 온라인 지식 마켓이다.
구글 앤서의 이전작 구글 퀘스천스 앤드 앤서스는 2001년 6월 시작되었다. 이 서비스는 고정비(US$3.00)를 받고 이메일로 질문의 답변을 구글 직원해 주는 방식으로 진행되었다. 약 24시간 온전히 기능하였다가 그 뒤로 종료되었는데 야후!가 경쟁이 붙으면서 막대한 수요에 기인한 것으로 추정된다.
구글 앤서는 2002년 4월 시작되었다. 한 달 뒤 검색 기능이 추가되었다.
구글 앤서는 2003년 5월 베타로 출시되었다. 서비스가 끝난 2006년 12월 당시 하루 100개 이상의 질문 게시글을 받았다. 서치엔진워치의 대니 설리반에 따르면 구글 앤서는 야후 답변에 경쟁할 정도로 충분히 견고하지 못했다.

## 같이 보기
- 지식검색